# Wallberg
Wallberg (1722 m n. m.) je vrchol Bavorských Alp nacházející se v části Mangfallgebirge v Bavorském Předalpí.

## Obecně
Wallberg je popisován jako výchozí bod velkých tratí v historii paraglidingu a závěsného létání. Sáňkařská dráha na Wallbergu je nejdelší sáňkařskou dráhou v Německu. Wallberský závod na Wallberské silnici, jeden z nejznámějších automobilových horských závodů 60. let, byl z ekologických důvodů zrušen.
Trasa lanovky na Wallberg vede z dolní stanice v Rottach-Egern přes sedlo vlevo kolem vrcholu Setzberg (1706 m n. m.) do horní stanice lanovky. V nadmořské výšce 1623 m stojí panoramatická restaurace. Za dalších 30 minut lze vystoupat až na vrchol.
Na vrcholu hory se nachází vysílač Wallberg.

## Dopravní spojení

Panoramatická fotka z vrcholu Wallberg

Kromě lanové dráhy Wallbergbahn je možné překonat část trasy na vrchol po mýtné silnici motorovým vozidlem. Již na začátku třicátých let se objevily úvahy o výstavbě lanovky nebo horské silnice. Automobilový svaz v Rottachu navrhl Bavorskému státnímu ministerstvu vnitra, aby do právě projektované transalpské silnice byla zakomponována i horská silnice na Wallberg. Ministerstvo však návrh v roce 1934 zamítlo. Po neúspěšném převratu národních socialistů v Rakousku v roce 1934 uprchli četní příslušníci SA do Bavorska. Přibližně 600 těchto "legionářů", jak se jim pak říkalo, bylo nasazeno na stavbu horské silnice. Automobilový svaz v Rottachu jako stavebník jim platil 40 feniků za hodinu. Od roku 1935 byl na stavbu vyvíjen vysoký tlak. V roce 1937 byla předána do provozu cesta až na Moosalm, kde je dnes restaurace Wallbergmoos. Dalšímu rozšíření zabránil dalším politický vývoj a vypuknutí války v roce 1939. V zimě je silnice pro motorová vozidla uzavřena a tvoří součást wallberské sáňkové dráhy.

## Galerie

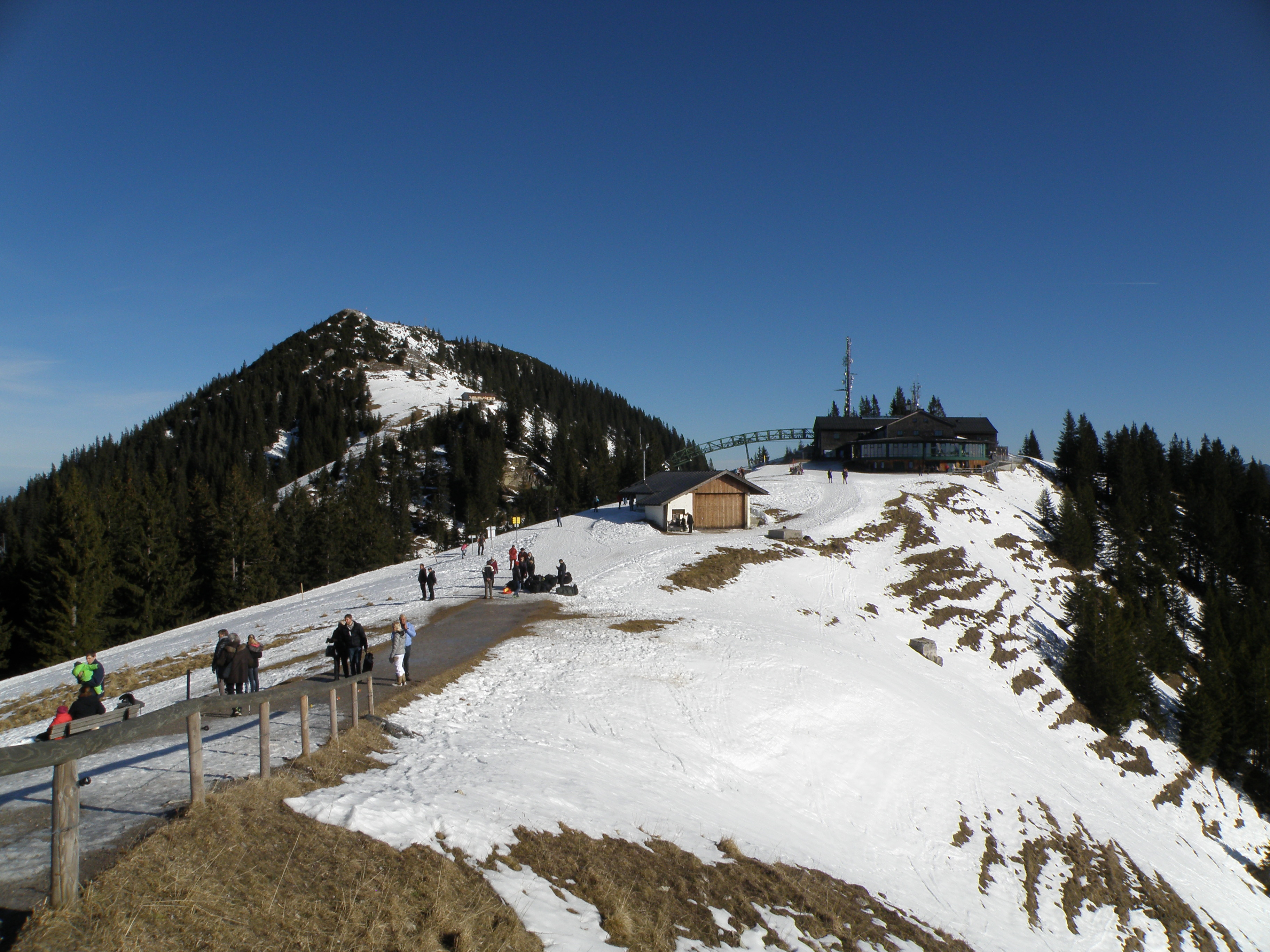
Wallberg s horní stanicí lanovky a panoramatickou restaurací
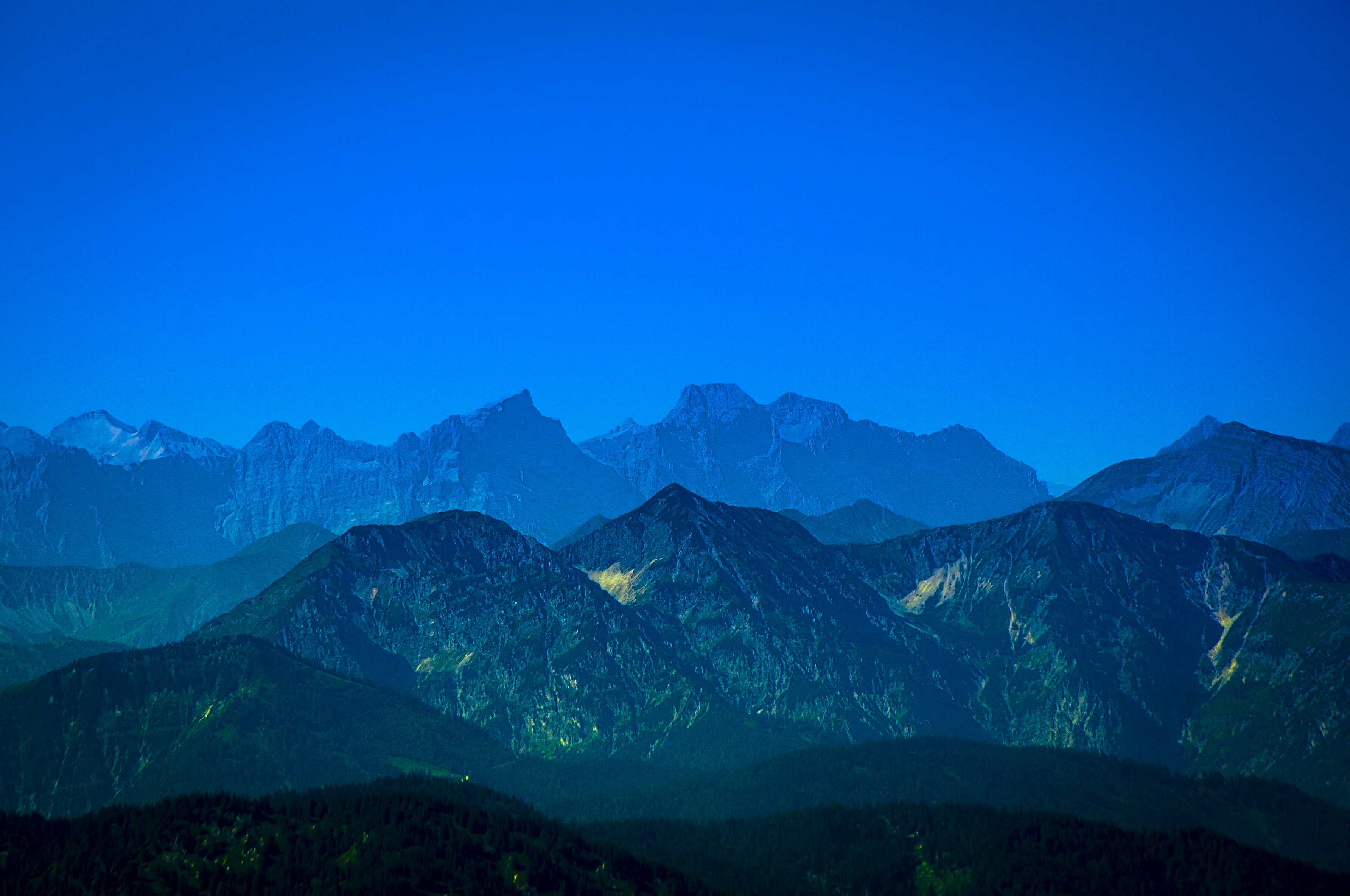
Pohled z Wallbergu na skupinu Blauberge
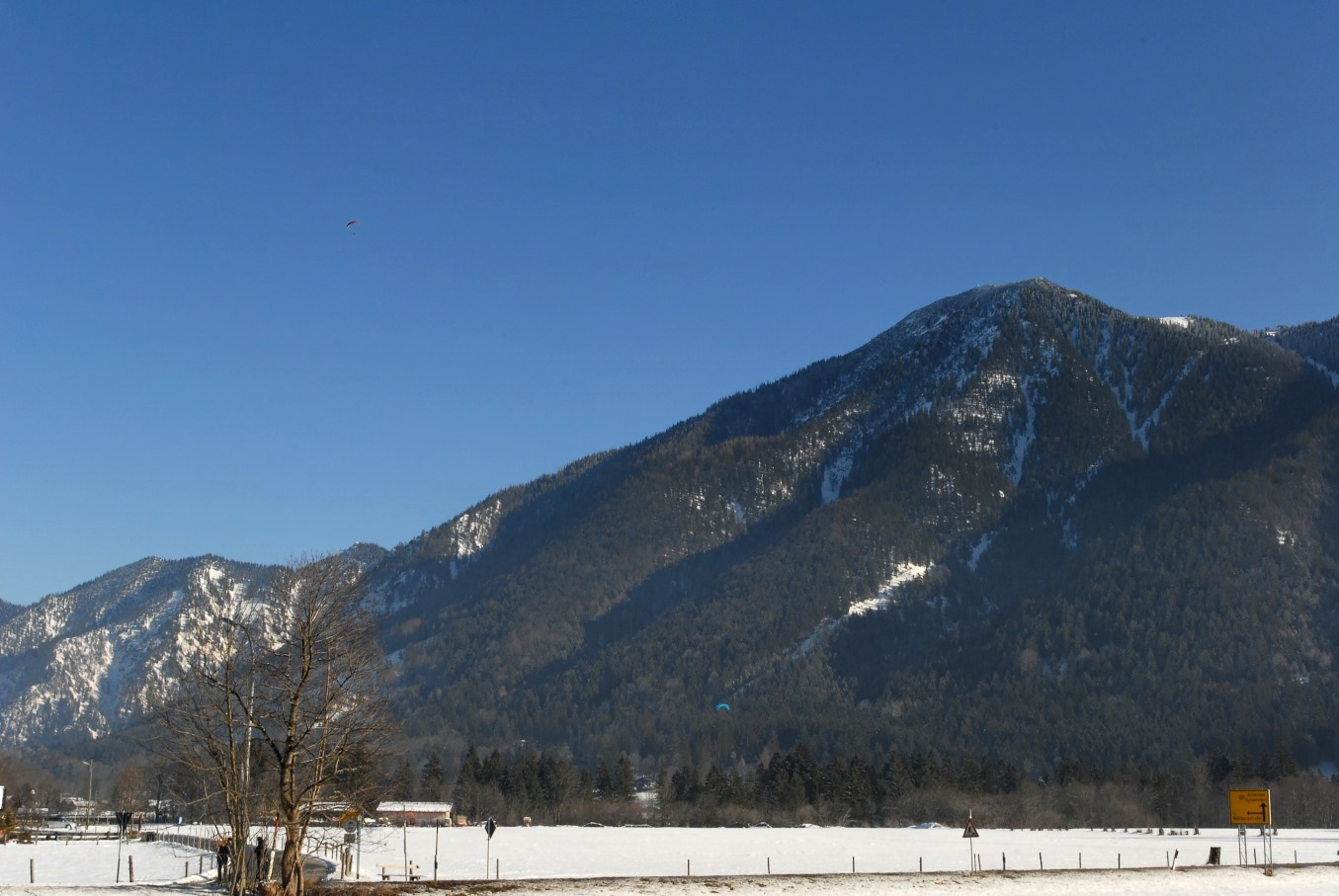
Pohled na Wallberg z Rottach-Egern
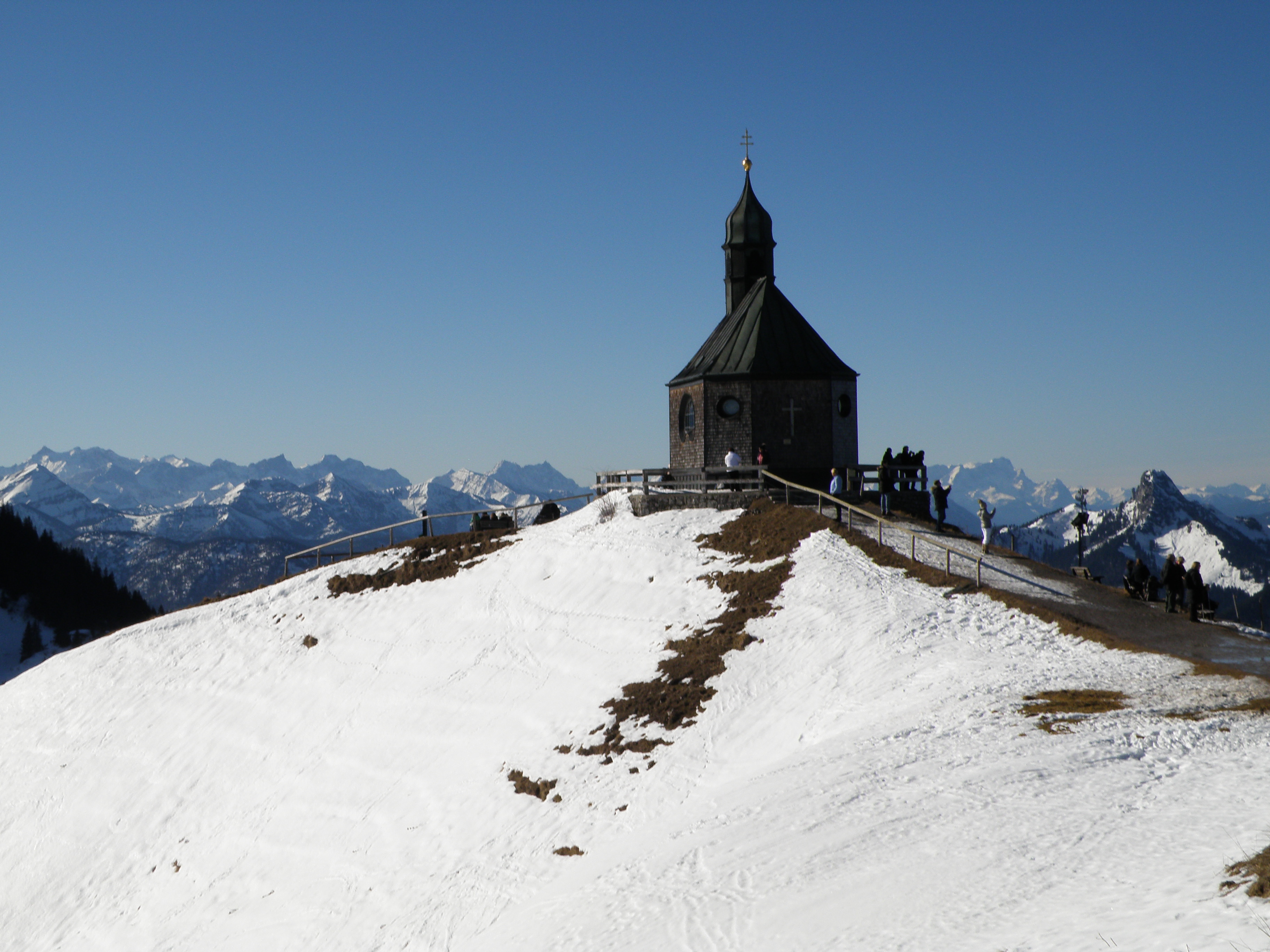
Kaplička na Wallbergu